# Камілло Бойто
Камілло Бойто (італ. Camillo Boito; 30 жовтня 1836 —28 червня 1914) — італійський архітектор і інженер, мистецтвознавець, історик мистецтва і романіст. Камілло Бойто мав як свого улюбленого учня та спадкоємця Енріко Заноні.

## Біографія
Народився в Римі 30 жовтня 1836 року, в сім'ї італійського художника-мініатюриста Сильвестро Бойто й польської графині Жозефіни Радолинської. Навчався в Падуї, потім вивчав архітектуру у Венеціанській Академії мистецтв. Під час перебування в Венеція Бойто потрапив під вплив П'єтро Сельватико, архітектора, який виступав за вивчення середньовічного італійського мистецтва. Після закінчення навчання викладав архітектуру в венеціанській академії витончених мистецтв і в 1856 році був призначений ад'юнкт-професором архітектури. З 1860 по 1908 рік викладав в Академії Брери в Мілані. Крім того, починаючи з 1865 року, протягом 43 років викладав у Міланської політехніці.
У 1862 році одружився зі своєю кузиною Селестіною (Celestina Boito), проте шлюб не склався, і незабаром подружжя розлучилося. У 1887 році Бойто одружився вдруге на графині Мадоннине Маласпіна (Madonnina Malaspina), представниці знатного тосканського сімейства.
За час роботи по реконструкції старовинних будівель Бойто спробував привести до єдиного знаменника часто суперечливі думки сучасників щодо архітектурної реставрації, в особливості, французького архітектора Ежена Віолле-ле-Дюка і його британського опонента Джона Раскіна. Це примирення ідей було представлено на 3-й конференції архітекторів і інженерів, що відбулася 1883 році в Римі, на сторінках документа, відомого сьогодні як 'Prima Carta del Restauro'. Цей початковий варіант складався з восьми пунктів, які повинні були бути прийняті до уваги при реставрації історичних пам'яток.
Так, реставраторам пропонувалося проводити диференціацію стилів між старими і новими частинами будівель; диференціацію будівельних матеріалів між старими і новими частинами будівель; робити позначки на нових матеріалах, використаних при реставрації історичної будівлі; поміщати поруч з пам'ятником опис проведених робіт; фіксувати кожен етап відновлювальних робіт за допомогою фотографій і словесних описів та ін. Крім того, Бойто настійно рекомендував відмовитися від стилістичної реставрації, вважаючи її фальсифікацією пам'ятника. Всі ці заходи були спрямовані на те, щоб зберігалася достовірність історичної пам'ятки, і застосовувався науковий підхід до реставраційних робіт. Принципи, розроблені Камілло Бойто, були добре прийняті його колегами і слугували джерелом натхнення при розробці сучасного законодавства на тему реставрації історичних пам'яток у ряді країн.
Серед найвідоміших робіт Камілло Бойто: відновлення церкви і дзвіниці собору Санта-Марія е Донато на острові Мурано у Венеції, натхненням для якої стали теорія і техніка Віоллє-ле-Дюка.
Він також працював над реконструкцією середньовічних воріт Порту Тичинезе (Porta Ticinese a Milano) в Мілані з 1856 по 1858 рік і Базиліки святого Антонія в Падуї в 1899 році. Інші проєкти Бойто включали в себе лікарню в стародавньому місті Галларате і школу в Мілані.
За його проектом було споруджено будинок відпочинку для оперних співаків і музикантів, які вийшли на пенсію — 'Casa di Riposo per Musicisti', — побудований в Мілані в 1895—1899 роках на кошти композитора Джузеппе Верді, який був там же і похований у склепі каплиці. На початку 20-го століття Бойто брав участь у роботі над італійськими законами про захист історичних пам'яток.
Помер 28 червня 1914 року.

## Літературна творчість
Камілло Бойто написав кілька збірок оповідань, одне з яких, «A Christmas Eve», повний божевілля і кровозмісної одержимості, нагадує «Береніку» Едгара По. Приблизно в 1882 році він написав свою найвідомішу повість, «Відчуття» (Senso), екранізовану в 1954 році режисером Лукіно Вісконті і в 2002 році Тінто Брассом.

## Принципи реставрації пам'яток
До кінця 19 ст. виявилася загальна незадоволеність практикою стилістичної реставрації. У міру збільшення кількості пам'ятників з такою реставрацією усвідомлювалася, що на місце пам'ятника ставати щось, лише зовні схоже з ним, але по суті принципово неадекватне справжнього архітектурного твору давнини.
Очевидним ставала помилковість тези про можливості сучасного архітектора повністю вжитися в попередню історичну епоху, уподібнитися середньовічному майстру і творити середньовічну архітектуру. Одним із наслідків цього розуміння стало те, що реставрації підлягає не передбачуваний задум, а реальне твір, що має цілком визначене матеріальне втілення. тому потрібно точно знати яким воно було, тобто зосередити свої знання не на стилі, а на пошуку і ретельному вивченні свідчень про даному конкретному пам'ятнику.
Камілло Бойто в своїй книзі «Практичні питання витончених мистецтв» (1893) рішуче розкритикував теорію Виолле-ле-Дюка (стилістичну реставрацію). Для нього була важлива справжність пам'ятника, не надто приймалася до уваги реставраторами-стилістами. Для Бойто справжність пам'ятника була рівнозначна автентичності історичного документа. Необхідними вимогами, що пред'являються до реставрації, він вважав:
1) стилістичні відмінності між новими додатками і справжніми частинами пам'ятника;
2) відмінність між ними в матеріалі;
3) відмова в нових частинах від деталировки і орнаментики (прийом раніше використаний Валадье при реставрації арки Тита, але тепер придбає значення загального принципу);
4) маркування нових включень спеціальними знаками або написами;
5) показ знайдених при реставрації старих фрагментів біля пам'ятника;
6) установка на пам'ятнику таблички з написом про проведену реставрації;
7) складання описів і фотографій етапів дослідження та реставрації, їх публікацію або зберігання в самому пам'ятнику;
8) гласність прийнятих рішень.
Але розуміючи небезпеку догматичного підходу, Бойто вказав, що цими правилами треба слідувати «за обставинами». Бойто запропонував і першу класифікацію реставрації:
• археологічна — для пам'ятників античності, де потрібно абсолютна строгість і стриманість реставратора;
• мальовнича — для пам'ятників середньовіччя, що характеризуються свободою композиції і рішення деталей, що виключає можливість безспірного достовірного відновлення, якщо не збереглося безпосередніх слідів втрачених елементів;
• архітектурна — для пам'ятників Відродження і наступних періодів, архітектура яких підпорядкована принципам регулярності, що дозволяє доповнювати втрачене з набагато більшою впевненістю.
На перший план висунулася історична цінність пам'ятки архітектури — цінне не тільки те, що передає риси початкового вигляду, але і все те, що свідчить про його життя в часі — «патина часу».
У перші десятиліття 20 ст. ці принципи отримали визнання. Проводилися на їх основі реставрації, на відміну від стилістичних, отримали назву археологічні, що застосовується в більш широкому сенсі, ніж запропонований Бойто. Основою реставрації ставало ретельне і методичне вивчення пам'ятника в натурі, подібне вивчення археологічного об'єкту.
Найбільш детально археологічні методи реставрації були розроблені італійським істориком архітектури Густаво Джованнони. На противагу Бойто, класифікувати реставрацію в залежності від епохи, а відповідно — і від стилю, Джованнони запропонував лише один поділ пам'яток — на «живі», які продовжують або можуть використовуватися як будівлі для сучасних потреб, і на «мертві» — нездатні задовольняти утилітарним потребам людини, все значення яких зводиться виключно до їх ролі пам'яток культури (руїни, фортечні споруди, тріумфальні арки і колони). Також він запропонував класифікувати види реставрації виходячи не з особливостей пам'ятника, а з типу проведених робіт. Всього він нарахував 5 видів реставрації: — зміцнення (консервація), — анастілоз (відтворення зруйнованого пам'ятника з його окремих частин), — розкриття, — доповнення, — оновлення.
• Зміцнення (консервація) одностайно було визнано головним видом робіт на пам'ятці.
Найбільш критична позиція була викладена італійським архітектором і теоретиком Камілло Бойто. Його велика робота, що ставить кардинальні питання теорії реставрації, «Практичні питання витончених мистецтв» вийшла в світ у 1893 р., але основні думки були публічно висловлені десятиліттям раніше. Перш за все Бойто рішуче засудив усталений в XIX ст. тип реставрації: «Коли реставрація проводиться з теорії Віоллє-ле-Дюка, яку можна назвати романтичною теорією реставрації, до вчорашнього дня розділяється усіма, і якою слідують зараз багато, у нас в Італії, я віддаю перевагу погано зроблені реставрації зробленим добре. У той час як перші, в блаженному невіданні, дозволяють мені ясно відрізнити древні частини від нових, другі, з чудовим мистецтвом і хитрістю змушуючи нове здаватися старим, залишають моє судження в такій скруті, що насолода спогляданням пам'ятника зникає, і його вивчення стає виснажливою працею» [28, р. 57].
Характерно, що на перше місце висунута пізнавальна сторона, можливості і труднощі вивчення; сама насолода спогляданням пам'ятника ставиться в залежність від цих труднощів. Підхід Бойто, таким чином, — підхід вченого, а не естета, і в цьому його критика реставрації, якою б вона не була суворою, принципово відрізняється від критики Раскіна. Погляд Бойто акцентований насамперед на справжності пам'ятника, що не надто брався в розрахунок реставраторами-стилістами. Їй повернуто те особливе значення, яке мали в реставраціях Валадье і його сучасників, хоча вихідні позиції Бойто — інші. Для Валадьє пієтет до справжніх фрагментів пам'ятника визначався його класицистичними поглядами, він був виборчим (тільки античність). Для Бойто справжність пам'ятника була рівнозначна справжності історичного документа.
Висновком Бойто було не заперечення реставрації (про заклики Раскіна не перешкоджати «гідною» смерті пам'ятника- він висловлювався саркастично), а підпорядкування її жорстким нормам, спрямованим в першу чергу на запобігання всякої можливості фальсифікації. Необхідними вимогами, що пред'являються до реставрації, він вважав: стилістичні відмінності між новими додатками і справжніми частинами пам'ятника; відмінність між ними в матеріалі; відмова в нових частинах від деталювання і орнаментики (прийом, використаний раніше Валадье при реставрації арки Тита, але тепер набуває значення загального принципу); маркування нових включень спеціальними знаками або надписами; показ знайдених при реставрації старих фрагментів біля пам'ятника; установку на пам'ятнику дошки з написом про проведеної реставрації; складання описів і фотографій етапів дослідження та реставрації, їх публікацію або зберігання в самому пам'ятнику; гласність прийнятих рішень. Добре розуміючи небезпеку догматичного підходу до складної справи реставрації, Бойто вказував, що сформульованим їм правилами треба дотримуватися «за обставинами».
Бойто належить і перша спроба класифікувати реставрацію в залежності від типу пам'ятника. За запропонованою ним термінології, реставрація розрізняється на археологічну (для пам'ятників античності, де вимагається абсолютна наукову строгість і стриманість реставратора), мальовничу (для пам'ятників середньовіччя, що характеризуються свободою композиції і рішення деталей, що виключає можливість безперечно достовірного
відновлення, якщо не збереглося безпосередніх слідів втрачених елементів) і архітектурну (для пам'яток Відродження і наступних періодів, архітектура яких підпорядкована принципам регулярності, що дозволяє доповнювати втрачене з набагато більшою впевненістю).
Висунення на перший план історичної цінності пам'ятника не означало відмови від погляду на нього як на витвір мистецтва. Але при цьому розуміння естетичної природи твору робився досить специфічним, підлеглим для світогляду людини нового часу почуттю прилучення до світового історичного процесу. «Тепер не шукають більше в середньовічній будівлі „ідеального“ мистецтва, — писав німецький історик архітектури Корнеліус Гурлитт, — але лише характерного для країни, часу і поставленої мети, і вимагають від архітекторів, щоб реставроване приміщення не було виразом намірів початкового архітектора, але твором, який у всіх своїх частинах представляло б досягнення різних періодів і кожного з них у його своєрідності» [20, с. 97].
У перші десятиліття XX ст. нові принципи реставрації отримали визнання. Що проводилися на їх основі реставрації на відміну від стилістичних реставрацій, нерідко визначають терміном археологічні, що застосовуються в більш широкому сенсі, ніж це запропонував Бойто, незалежно від категорії пам'ятки. Вже саме розуміння пам'ятника як споруди, цінної для історії, зближувало його вивчення і реставрацію з археологією. Заперечуючи правомірність
стилістичних додавань, заперечуючи взагалі правомірність відтворення заново значних частин давньої споруди, хоча б і на основі історичних свідчень, нова теорія реставрації вважала єдиним джерелом бездоганних по точності дані, роблять можливим деякі, хоча й дуже обмежені, доповнення. Основою реставрації ставало ретельне і методичне вивчення пам'ятника в натурі, подібне до вивчення археологічного об'єкта.
Такий погляд був для кінця XIX — початку XX ст. цілком природним. Саме до цього часу відноситься прогрес археології, що перетворилася з напівлюбительських розкопок і опису старожитностей в систематичну наукову дисципліну, що базується на строгих методичних принципах. Логічно було поширити той самий підхід на вивчення та реставрацію пам'яток, що розглядаються як специфічні археологічні об'єкти. У ряді випадків археологи самі стали брати в свої руки проведення реставрації, в якійсь мірі витісняючи з цієї області архітекторів, в якійсь- нав'язуючи їм свої методи. Архітектори, які займаються реставрацією пам'яток, особливо пам'яток сивої давнини, повинні були в цій обстановці істотно змінити профіль своєї діяльності, стаючи більшою мірою дослідниками, ніж художниками-творцями, освоюючи для себе методичні принципи археологічної науки. Реставрація перетворилася на область професійної спеціалізації.
Дуже важливим стимулом для зміни підходу до реставрації пам'яток архітектури стали корінні зміни в архітектурі кінця XIX і особливо перших десятиліть XX ст. Архітектурну творчість, засноване на використанні стилів минулих епох, поступилося місцем пошуків нових художніх форм, що відповідають соціальним вимогам і технічному рівню своєї епохи. Вже архітектура модерну була в цьому відношенні величезним зрушенням, оскільки її художня система включала крім інших моментів орієнтацію на пошуки нових форм. Тим самим перестала існувати органічна близькість архітектурної творчості та реставрації, властива як періоду класицизму, так і пізнішої еклектиці. Цей фактор набув ще більшого значення зі становленням нової раціоналістичної архітектури, розвиває ідеї конструктивізму і функціоналізму і принципово не приймає стилізацію в будь-якому її вигляді. Так, в Афінській хартії, прийнятої VI конгресом МСА, які проходили в 1933 р., і підготовленої Ле Корбюзьє спільно з д Обиньи, поряд з визнанням необхідності збереження цінної архітектурної спадщини проголошується, що «використання під приводом естетичних вимог-старовинних стилів в нових будівлях, що споруджуються в історичних зонах, має згубні наслідки. Збереження такої практики або введення подібних починань нетерпимо в будь-якій формі»*.
Якщо до цього проектування нових споруд і реставрацію об'єднувало застосування стилів минулого, то тепер загальною для них стала принципова відмова від спроб відтворювати старі стилі.